# Меджирешть
Меджирешть, Меджирешті (рум. Măgirești) — село у повіті Бакеу в Румунії. Входить до складу комуни Меджирешть.
Село розташоване на відстані 233 км на північ від Бухареста, 31 км на захід від Бакеу, 107 км на південний захід від Ясс, 119 км на північний схід від Брашова.

## Населення
За даними перепису населення 2002 року у селі проживали 1174 особи, усі — румуни. Усі жителі села рідною мовою назвали румунську.